# Хакупу
Хакупу (англ. Hakupu) — одне з чотирнадцяти сіл на острові Ніуе. Згідно з переписом 2017 року, у ньому проживає 220 осіб, що робить його другим за величиною селом у Ніуе.

## Географія
Розташоване на південному сході острова, неподалік від Мататамане-Пойнт, і з'єднане дорогою зі столицею Алофі (12 кілометрів на північний захід), Авателе (7 кілометрів на захід) і дорогою на східному узбережжі до Ліку (12 кілометрів), Лакепа (16 кілометрів) і Муталау (на північному узбережжі, за 20 кілометрів).

## Популярні сайти

### Парк спадщини та культури Хакупу
Існує також Heritage Park Area, що заснований у 1998 році. Простягається на південь від під'їзної колії Tuhiā. Його основна мета — охорона територій історичного та екологічного значення.

### Військовий меморіал Хакупу
У Хакупу є меморіал солдатам, які воювали під час Першої світової війни, Другої світової війни та Малайської надзвичайної ситуації.

### Анапальська прірва
Спускаючись 155 сходинками до добре відомої прірви та басейну прісної води, розташованого біля траси, що веде від села Хакупу до моря, Анапала була головним джерелом прісної води для жителів.

## Доступ в інтернет
Тривалий час у Хакупу намагалися отримати доступ до Інтернету. Станом на липень 2005 року Хакупу лежить за сім миль від найближчої точки бездротового доступу. Техніки спробували використати занедбану будівлю в селі, щоб створити точку доступу.